# 인티부카주

인티부카 주의 위치

인티부카주(스페인어: Intibucá)는 온두라스 서부에 위치한 주로 주도는 라에스페란사이며 면적은 3,072km2, 인구는 202,140명(2005년 기준)이다. 1883년 라파스 주와 렘피라 주의 일부를 통합하여 신설되었으며 17개 지방 자치체를 관할한다.